# Gamay Blanc Gloriod
Gamay Blanc Gloriod ist eine Weißweinsorte, die im Jahr 1895 im Ort Gy innerhalb des Départements Haute-Saône in Frankreich gefunden wurde. Der Gärtner Émile Gloriod entdeckte sie und der Ampelograph Pulliat ordnete sie eher intuitiv dem Gamay zu. Pierre Galet hingegen erkannte Ähnlichkeiten mit der Sorte Melon de Bourgogne. Heute wissen wir, dass beide recht behalten sollten.
Im Weinbau spielte die Sorte nie eine große Rolle. Sie ist in Frankreich in keiner Appellation als empfohlene oder zugelassene Sorte eingestuft.
Siehe auch den Artikel Weinbau in Frankreich sowie die Liste von Rebsorten.

## Herkunft
Aufgrund genetischer Untersuchungen von 352 Rebsorten im Jahr 1998 stellte sich heraus, dass die Sorten Aligoté, Aubin Vert, Auxerrois, Bachet Noir, Beaunoir, Chardonnay, Dameron,  Franc Noir de la Haute Saône, Gamay, Knipperlé, Melon de Bourgogne, Peurion, Romorantin, Roublot und Sacy  ähnlich wie auch der Gamay Blanc Gloriod alle aus spontanen Kreuzungen zwischen Pinot und Gouais Blanc entstanden. Da die genetischen Unterschiede zwischen Pinot Blanc, Pinot Gris und Pinot Noir äußerst gering sind, liegt eine genaue Spezifizierung des Pinot-Typs noch nicht vor.
Der Erfolg dieser spontanen Kreuzung wird dadurch erklärt, dass die beiden Elternsorten genetisch gesehen grundverschieden sind. Während die Sorten der Pinot-Familie vermutlich aus dem Burgund stammen, wurde der Gouais Blanc von den Römern nach Frankreich gebracht. In den Rebgärten des Burgunds und der südlichen Champagne standen beide Sorten während einiger Jahrhunderte im Gemischten Satz.
Abstammung: Pinot x Gouais Blanc